# 55 Dywizja Piechoty (II RP)
55 Dywizja Piechoty Rezerwowa, 55 DP (rez.) – wielka jednostka piechoty Wojska Polskiego II RP.
W czasie kampanii wrześniowej dywizja walczyła w składzie Armii „Kraków” i broniła fortyfikacji śląskich. Od września w odwrocie; szczególnie uporczywie broniła przyczółka pod Baranowem. Wzięła udział w pierwszej bitwie tomaszowskiej.

## Udział w wojnie obronnej 1939
55 Dywizja Piechoty (Rezerwowa) pod dowództwem płk. Stanisława Kalabińskiego wchodziła w skład GO „Śląsk” w Armii „Kraków”. Została zmobilizowana pod koniec sierpnia 1939 r. z batalionów Śląskiej Brygady Obrony Narodowej i Dąbrowskiej Półbrygady Obrony Narodowej. Jej zadaniem była obrona umocnionego odcinka „Mikołów”. W dniach 1–2 września toczyła zacięte walki w rejonie Kobióra i Wyr z niemiecką 8 DP, nacierającą z północnego zachodu na Mikołów i 28 DP, atakującą z zachodu w kierunku Wyr. 2 września jeden z jej odwodowych batalionów odebrał Niemcom kontratakiem wieś Wyry. Niestety, 3 września, po zaciekłych walkach bitwy granicznej, została zmuszona do odwrotu. 4 września dywizja otrzymała rozkaz odwrotu nad Nidę w kierunku Pińczowa i Miechowa. W dniu 5 września ostatnie bataliony dywizji i znajdujące się pomiędzy Krzeszowicami a Krakowem podjęły zaciętą walkę w Rudawie i Młynce.
6 i 7 września pułki dywizji toczyły ciężkie, chaotyczne boje odwrotowe na północny wschód od Krakowa w widłach Wisły i niewielkiego, lewobrzeżnego jej dopływu Nidzicy. 204 pp bił się krwawo w Proszowicach, 201 pp toczył zaciętą walkę pod Klimontowem, a później koło Słonowic, gdzie odrzucił natarcie niemieckich czołgów, zaś 203 pp walczył pod Kazimierzą Wielką. Dalsze walki toczyły się na lewym brzegu Nidzicy w okolicach Gabułtowa i Jakuszowic, skąd późną nocą, po wspomnianych bojach i po 30 km marszu, oddziały dywizji mogły kontynuować odwrót w kierunku rzeki Nidy. 9 września dotarły do Stopnicy. 11 września dywizja zorganizowała i krwawo broniła przyczółek pod Osiekiem, z którego miała przeprawiać się cała Armia „Kraków”. W dniach 14–17 września jednostki dywizji wiązały siły niemieckie w okolicy Biłgoraja. Kolejne walki osłonowe 55 DP stoczyła w rejonie Górecka. Najcięższe boje toczył 201 pp, stawiając skuteczny opór nieprzyjacielowi przez cztery kolejne dni od 17 do 20 września. W nocy z 18 na 19 września dywizja wzmocniła polskie oddziały atakujące Tomaszów Lubelski. W nieskutecznym natarciu udział wziął 203 pp. W nocy z 22 na 23 września po naradzie oficerów sztabu, po stwierdzeniu niezdolności resztek dywizji, bez artylerii, do jakiegokolwiek działania, dowódca dywizji podjął decyzję o rozwiązaniu jednostki w rejonie wsi Ulów.

## Ordre de Bataille i obsada personalna
Obsada personalna Dowództwa 55 DP (rez.) 
- dowódca dywizji – płk piech. Stanisław Kalabiński (dca PD 30 DP)
- dowódca piechoty dywizyjnej – płk piech. Józef Giza (dca Górnośląskiej BON)
- dowódca artylerii dywizyjnej – płk art. Eugeniusz Ignacy Luśniak
- dowódca saperów dywizyjnych – kpt. Czesław Wójtowicz
- szef służby sprawiedliwości – mjr aud. Władysław Różycki
- szef służby duszpasterskiej – ks. kapelan Wacław Jabłoński
- szef sztabu – ppłk dypl. Józef Ullman
- oficer operacyjny – kpt. dypl. Stanisław Czupryna
- pomocnik oficera operacyjnego – kpt. Michał Dawiskiba
- oficer informacyjny – kpt. Tadeusz Horoszkiewicz
- dowódca łączności – mjr Stefan Polz
- kwatermistrz – kpt. dypl. Roman Jan Różycki
- szef służby intendentury – por. int. z wsw Bohdan Romuald Kowalski
- komendant kwatery głównej – kpt. Karol Brandys
- szef sanitarny – mjr dr med. Józef Mazurek

 Organizacja wojenna 55 DP 
Dowództwo 55 Dywizji Piechoty
- dowódcy broni i szefowie służb
- Sztab

Kwatera Główna 55 DP (23 pal, jako Rezerwa Personelu Etapowego Typ II Nr 24)
- kompania asystencyjna Nr
- pluton pieszy żandarmerii nr 66
- poczta polowa nr 105 (Urząd Pocztowo–Telegraficzny w Krakowie)
- sąd polowy Nr 53 (KRU Będzin)
- kompania gospodarcza KG 55 DP

Piechota dywizyjna
- 201 pułk piechoty
- 203 pułk piechoty
- 204 pułk piechoty
- kompania kolarzy

Artyleria dywizyjna
- samodzielny patrol meteorologiczny nr 65
- 65 pułk artylerii lekkiej

Jednostki broni
- 75 kompania saperów (5 batalion saperów w Krakowie)
- kompania telefoniczna nr 66
- pluton łączności Kwatery Głównej nr 66
- pluton radio nr 66
- drużyna parkowa łączności nr 66

Jednostki i zakłady służb